# Cecili Estaci
Cecili Estaci (llatí: Caecilius Statius) va ser un comediògraf romà del segle ii aC. Era un esclau de la Gàl·lia Cisalpina, manumès. Va conviure amb Enni. Escriu a l'època que va entre la mort de Plaute i l'inici de l'obra literària de Terenci (dècades del 180 i 170 aC). De totes les fabulae palliatae (comèdies d'ambient grec) que va escriure ens en queden 40 títols i uns 300 versos. El seu model principal és Menandre d'Atenes, i va practicar la tècnica de la contaminatio fins i tot més que Plaute. Introdueix a la comèdia reflexions psicològiques i morals.